# Studio Bind
Studio Bind (japonsky 株式会社スタジオバインド, Kabušiki gaiša Sutadžio Baindo) je japonské animační studio založené v listopadu 2018. Je společnou firmou studií White Fox a Egg Firm.

## Historie
Studio bylo založeno v listopadu 2018 jako společná firma mezi animačním studiem White Fox a produkční, plánovací a řídící společností Egg Firm. Prvotní tvorbou studia jsou epizody 22 a 31 anime seriálu Karakuri Circus. Produkci však bude vést až u anime seriálu Mušoku tensei. Ten měl premiéru v lednu 2021.
Dne 31. ledna 2021 Nobuhiro Osawa, CEO společnosti Egg Firm a vedoucí produkce anime Mušoku tensei, uvedl, že pro sérii Mušoku tensei bylo vytvořeno vlastní produkční studio. V říjnu 2019 Egg Firm vysvětlil, proč se rozhodlo o vytvoření samostatného studia od stávajícího White Foxu. Důvodem byl nový systém, který by jim umožňoval posouvat se v projektu kontinuálně, dlouhodobě a systematicky a mohli se tak zaměřit zejména na produkci Mušoku tensei.

## Tvorba

### Televizní seriály
| Rok  | Název         | Režie          | Od             | Do            | Díly          | Poznámky                                                            | Zdroje |
| ---- | ------------- | -------------- | -------------- | ------------- | ------------- | ------------------------------------------------------------------- | ------ |
| 2021 | Mušoku tensei | Manabu Okamoto | 11. ledna 2021 | bude oznámeno | bude oznámeno | Adaptace série light novel, jejímž autorem je Rifudžin na Magonote. | [ 6 ]  |